# Santa Rosalía, San Luis Potosí
Santa Rosalía är en ort i Mexiko.   Den ligger i kommunen Tamasopo och delstaten San Luis Potosí, i den centrala delen av landet, 290 km norr om huvudstaden Mexico City. Santa Rosalía ligger 888 meter över havet och antalet invånare är 105.
Terrängen runt Santa Rosalía är lite bergig, och sluttar österut. Runt Santa Rosalía är det ganska glesbefolkat, med 21 invånare per kvadratkilometer. Närmaste större samhälle är Tamasopo, 16,4 km söder om Santa Rosalía. I omgivningarna runt Santa Rosalía växer i huvudsak städsegrön lövskog.